# Henryk Ładosz

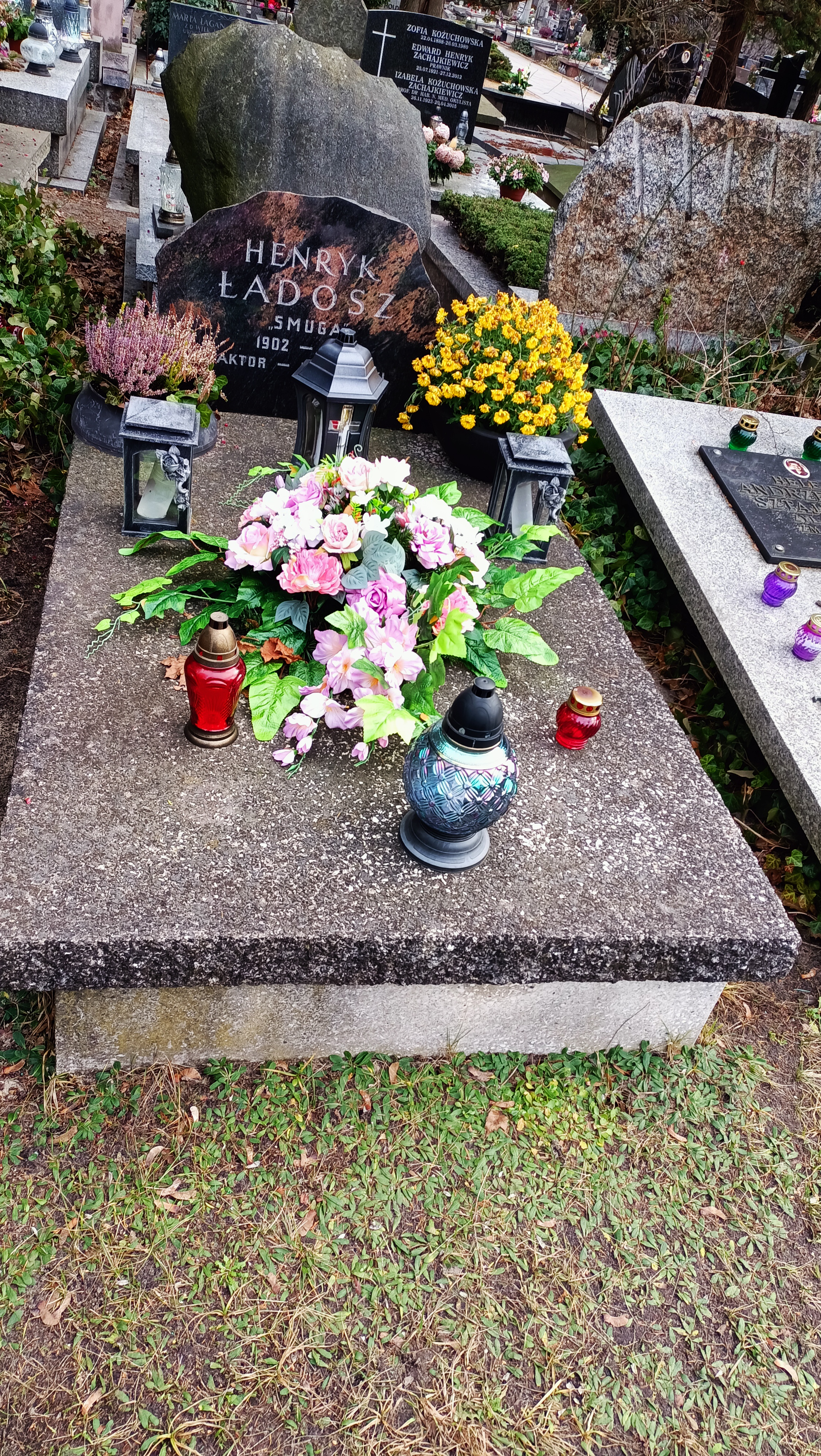
Grób Henryka Ładosza na Cmentarzu Wojskowym na Powązkach

Henryk Ładosz (ur. 18 października 1902 we Wrotnowie, zm. 16 października 1979 w Warszawie) – polski aktor, konferansjer i recytator, specjalizujący się w bajkach dziecięcych.

## Życiorys
Urodził się w rodzinie Ignacego, kowala, i Justyny z Korzeniewskich. Studiował na Uniwersytecie Warszawskim, w 1926 ukończył Oddział Dramatyczny przy Konserwatorium Muzycznym w Warszawie. Od 1927 współpracował stale z Polskim Radiem. W latach 1929–1933 był aktorem i reżyserem warszawskiego teatru dla dzieci Jaskółka, od 1933 do 1936 Teatru Lalek Baj.
Podczas okupacji niemieckiej, pod nazwiskiem Smuga, brał udział w konspiracyjnym ruchu kulturalnym w Warszawie oraz był członkiem podziemnej Warszawskiej Rady Narodowej.
Po wojnie był radnym Rady Narodowej m.st. Warszawy (1945–1952) i kierownikiem Wydziału Oświaty, Kultury i Sztuki tej Rady, a w latach 1948–1952 wicedyrektorem i nauczycielem (m.in. Jana Kobuszewskiego) Szkoły Dramatycznej Teatru Lalek w Warszawie. Przyjaciel K.I. Gałczyńskiego (uwieczniony w wielu jego utworach). W 1956 wystąpił w filmie Szkice węglem w reż. A. Bohdziewicza.
Był kilkakrotnie żonaty, najpierw z literatką Janiną z Tołwińskich Dziarnowską, potem m.in. z aktorkami: Barbarą Łukaszewską i Zofią Rusiecką.
Zmarł w Warszawie. Pochowany na cmentarzu Wojskowym na Powązkach (kwatera B39-3-5).

## Ordery i odznaczenia
- Krzyż Kawalerski Orderu Odrodzenia Polski (19 sierpnia 1946)[3]
- Złoty Krzyż Zasługi (11 maja 1946)[4]
- Medal za Warszawę 1939–1945 (17 stycznia 1946)[5]
- Odznaka 1000-lecia Państwa Polskiego (1967)

## Wybrane przedstawienia teatralne
- Kazanie na górze - jako umierający
- Plebiscyt - jako Robotnik II
- Dwaj piekarze - rola główna jako pierwszy piekarz
- Kredowy krzyż - jako robotnik